# J'den Cox
J’den Michael Tbory Cox (* 3. března 1995 Columbia, Missouri) je americký zápasník–volnostylař a fotbalista (am.) afroamerického původu, bronzový olympijský medailista z roku 2016.

## Sportovní kariéra
Zápasení se věnoval od 10 let v rodné Columbii v garážovém klubu "Eierman Elite" Mike Eiermana. Na střední škole Hickman High hrál americký fotbal na pozici linebackera a zápasil za školní tým v národním zápase pod vedením JD Coffmana. Střední školu dokončil s bilancí 203 vítězství a 3 porážek. V roce 2013 vstoupil na University of Missouri, kde zápasil za tým Missouri Tigers pod vedením Briana Smitha a jeho asistentů. Univerzitu dokončil v roce 2017 se zápasovou bilancí 136 vítězství a 5 porážek.
V dubnu 2016 se poprvé účastnil americké olympijské kvalifikace ve váze do 86 kg, kterou vyhrál před ithackým Kylem Dakem. O dva týdny později se prvním místem na panamerické olympijské kvalifikaci v texaském Friscu kvalifikoval na olympijské hry v Riu. Do Ria přijel jako mezinárodně neznámý zápasník a v kombinaci s výbornou přípravou této výhody dokázal využít. V úvodním kole vyřadil ambiciozního Dagestánce Omargadži Magomedova v barvách Běloruska 7:1 na technické body a v dalším kole favorizovaného Íránce Alírezu Karímího výrazně 5:1 na technické body. Nestačil až v semifinále na reprezentanta Turecka Selima Yaşara, se kterým prohrál těsně 1:2 na technické body. V souboji o třetí místo nastoupil proti Kubánci Reinerisu Salasovi. Koncem prvního poločasu se ujal po soupeřově pasivitě vedení 1:0 na technické body a tento náskok držel do poslední minuty. V poslední minutě se Kubánec po nepřehledné situaci v parteru dostal 6 sekund před koncem do vedení. Následný protest Američanů však jury uznala a přičetla Coxovi 2 body, čím se dostal do vedení 3:1 na technické body. Kubánci rozhodnutí jury neuznali a opustili hrací plochu. Za odstoupení soupeře získal bronzovou olympijskou medaili.
Od roku 2018 startuje v neolympijské váze do 92 kg.

## Výsledky
| Turnaj                  | 2016 | 2017 | 2018 | 2019 |
| Turnaj                  | 21   | 22   | 23   | 24   |
| Turnaj                  | -86  | -86  | -92  | -92  |
| ----------------------- | ---- | ---- | ---- | ---- |
| Olympijské hry          | 3.   |      |      |      |
| Mistrovství světa       |      | 3.   | 1.   | 1.   |
| Panamerické hry         |      |      |      | —    |
| Panamerické mistrovství | —    | —    | —    | 1.   |